# Los caraduros
Los caraduros es una película española, estrenada el 20 de octubre de 1983 y dirigida por Antonio Ozores.

## Argumento
Parodia de un hecho real, la expropiación del holding RUMASA, propiedad del empresario José María Ruiz Mateos por el Gobierno presidido por Felipe González. La película narra las peripecias de tres amigos José María (Antonio Ozores), Ruiz (Juanito Navarro) y Mateo (Raúl Sender), que se dividen el accionariado de una empresa en grave crisis económica. Ante la adversidad, se dirigen al Gobierno de la Nación solicitando la expropiación de la compañía, de forma que no tengan que preocuparse de los sueldos de los trabajadores, ni de los suyos propios.

## Reparto
| Intérprete          | Personaje            |
| ------------------- | -------------------- |
| Antonio Ozores      | Alberto Ruiz         |
| Juanito Navarro     | Mateo                |
| Raúl Sender         | José María           |
| Helga Liné          | Elvira               |
| Mari Carmen Prendes | Madre de José María  |
| Antonio Gamero      | Rendueles            |
| Emiliano Redondo    | Calabazate           |
| Emilio Fornet       | Tinin                |
| Susan Hayward       | Señorita ligera      |
| Emma Ozores         | Fermina              |
| Maika Grey          | Miss Biondi          |
| María Isbert        | Sirvienta de Alberto |
| José María Amilibia | José María Amilibia  |
| Lourdes Sierra      | Julita               |
| Carmen Carrión      | Merche               |
| Lucía Peralta       | Odalisca 1ª          |
| Fabián Conde        | Cliente              |
| Pierrot             | Travesti             |
| María Álvarez       | Señora 1ª            |
| Tomás Gayo          | Periodista 1º        |
| Miguel Rellán       | Periodista 2º        |
| José Espinosa       | Cosme                |
| Luis Barbero        | Cliente restaurante  |
| Fernando Esteso     | Cliente restaurante  |
| Andrés Pajares      | Cliente restaurante  |

## ¿Dónde se rodó?
Madrid